# When I'm Sixty-Four
Pistes de 
 Sgt. Pepper's Lonely Hearts Club Band
Within You Without You Lovely Rita
When I'm Sixty-Four (« Quand j'aurai 64 ans ») est une chanson des Beatles, parue en 1967 dans l'album Sgt. Pepper's Lonely Hearts Club Band. 
Écrite par Paul McCartney, elle est cependant créditée Lennon/McCartney, comme toutes les chansons composées au sein du groupe par John Lennon et Paul McCartney, en collaboration ou non.

## Genèse
Paradoxalement,  vu le thème de la chanson, When I'm Sixty Four est une des toutes premières compositions de Paul McCartney. Il la compose en 1957 ou 1958, à l'âge de quinze ou seize ans, sur le piano familial du 20 Forthlin Road,. Au sujet du choix de l'âge, McCartney explique : « Mon père devait avoir 56 ans lorsque je l'ai écrite. L'âge de la retraite, en Angleterre, est 65 ans, et j'ai dû penser que 64 ans était un bon prélude. Mais je crois que j'ai surtout choisi cet âge pour la sonorité du mot sixty-four. »
Les Beatles l'interprètent dès leurs premiers concerts au Cavern Club et à Hambourg, au piano, sur un air de chanson de cabaret, lorsqu'ils doivent continuer à jouer malgré les amplificateurs défectueux ou les coupures d'électricité,. John Lennon suggère cependant que c'est à cette époque que la chanson aurait été composée.
Paul McCartney ressort la chanson lors des premières sessions d'enregistrement de Sgt. Pepper, probablement en hommage à son père, qui avait eu 64 ans en juin 1966. Il peaufine le morceau avec Lennon en rajoutant quelques paroles. Ce dernier explique sa minime contribution à la chanson : « J'ai juste ajouté quelques paroles comme « grandchildren on your knee, Vera, Chuck and Dave ». » Dans son interview pour Playboy en 1980, il déclare également : « Je ne rêverais même pas d'écrire une chanson comme celle-là ». La chanson est probablement une satire de l'époque où Jim McCartney, le père de Paul, jouait dans des groupes de ragtime.

## Enregistrement
When I'm Sixty-Four est la première chanson enregistrée pour l'album Sgt. Pepper. L'enregistrement a lieu en décembre 1966, entre les sessions de Strawberry Fields Forever et celles de Penny Lane, qui ne sont pas sur cet album. Dans ses « regrets éternels » d'avoir publié Strawberry Fields Forever et Penny Lane sur un single sorti en février 1967 — ce qui empêcha ces titres d'être présents sur l'album Sgt. Pepper's Lonely Hearts Club Band — George Martin a estimé a posteriori que c'est When I'm Sixty-Four qui aurait dû se trouver en face B d'un de ces deux titres.
Le travail commence le 6 décembre, jour où les Beatles enregistrent des vœux de Noël pour les auditeurs de Radio London et Radio Caroline. Seulement deux prises de la piste rythmique sont nécessaires ; Paul, à la guitare basse, John à la guitare solo et Ringo frappant la grosse caisse et charleston. Sur la piste deux de la seconde prise, McCartney effectue sa partition de piano et, sur la piste trois, Ringo enregistre la caisse claire avec des balais. Deux jours plus tard, Paul enregistre le chant principal. Le 20 décembre, les chœurs sont enregistrés par Paul, John et George; c'est la seule contribution de ce dernier à cette chanson. Pour sa part, Ringo joue le carillon tubulaire. Le lendemain, un trio de clarinettistes effectue l'orchestration écrite par George Martin. Le tout est mixé par les ingénieurs du son Geoff Emerick, Phil McDonald et David Harries.
Remarque technique : certains tourne-disques des années 1960 ne permettaient pas de remarquer le son du piano sur cette chanson. La découverte par les fans de nouveaux détails de ce genre lorsqu'ils ont modernisé leur matériel — la haute fidélité commençait à se démocratiser en 1967 — a contribué pour ceux qui ont connu cette époque à leur fascination pour l'album, et pour la Hi-Fi.

### Interprètes
- John Lennon – guitare solo, chœurs
- Paul McCartney – chant, basse, piano
- George Harrison – chœurs
- Ringo Starr – batterie, cloche
- Robert Burns – clarinette
- Henry MacKenzie – clarinette
- Frank Reidy – clarinette basse

### Équipe de production
- George Martin – producteur
- Geoff Emerick – ingénieur du son
- Dave Harries – producteur, ingénieur du son
- Phil McDonald – ingénieur du son

## Paroles et musique
Les paroles prennent la forme d'une lettre écrite par un jeune homme socialement inapte, qui semble vouloir persuader une jeune fille qu'il connaît à peine de lui promettre un dévouement éternel. La phrase « Drop me a line stating point of view » (« Faites-moi connaître votre position par écrit ») permet de dresser un portrait convaincant du jeune homme formaliste qui veut que tout soit écrit avant de s'engager. George Martin a déclaré : « C'était une sorte de pastiche, une parodie des chansons de l'époque. Le texte est assez moqueur. C'était aussi un peu de la musique du père de Paul qui refaisait surface, parce qu'il avait été musicien dans les années 1920. Paul a toujours un fond de respect pour les vieux airs de bastringue ».
La partition pour les clarinettes fut écrite par George Martin, à la demande de McCartney, celui-ci lui sifflant la mélodie à écrire. La chanson est en do dièse majeur et en quatre temps (4/4). Bien que le groupe l'ait enregistrée en do majeur, la bande enregistrée a été accélérée à la demande de McCartney pour qu'elle soit élevée d'un demi-ton. George Martin se souvient que McCartney a aussi suggéré cet effet pour que sa voix ait l'air plus jeune,.

## Reprises
Parmi les artistes ayant repris cette chanson, on cite :
- En 1967, Marcel Amont l'a reprise en français sous le titre Dans 45 ans ;
- En 1976, Keith Moon enregistra une version de la chanson pour le documentaire musical All This and World War II ;
- En 1978, Frankie Howerd et Sandy Farina chantent aussi cette chanson dans le film Sgt. Pepper's Lonely Hearts Club Band ;
- En 1983, la chanson originale fut utilisée dans la bande originale de l'adaptation cinématographique du roman de John Irving Le Monde selon Garp ;
- En 1989, la ligne de basse de la chanson fut samplée par les Beastie Boys pour la chanson The Sound of Science sur l'album Paul's Boutique ;
- En 2002, Claudine Longet l'a reprise sur l'album The Look of Love ;
- La chanson donna aussi son nom à la série télévisée When I'm 64 diffusée par la BBC en 2004 ;
- En 2005, la chanson fut reprise par Arjen Anthony Lucassen pour le single d'Ayreon Come Back to Me.
- En 2009, la chanson fut reprise par le groupe Easy Star All-Stars dans leur album hommage Easy Star's Lonely Hearts Dub Band, reprise complète de l'original Sgt. Pepper's Lonely Hearts Club Band en version dub reggae.